# Sulfoxydation
La sulfoxydation est un procédé chimique qui consiste à ajouter un groupe acide sulfonique -SO2OH (sulfonation) sur une structure carbonée en la faisant réagir en présence de dioxyde de soufre et d'oxygène. Cette réaction utilise en principe des alcanes linéaires comprenant 13 à 17 atomes de carbone, les composés aromatiques, les alcanes ramifiés, les oléfines ou les amines inhibent la réaction de propagation radicalaire.

{\displaystyle R,R',R^{2}-CH+SO_{2}+0.5O_{2}\ \rightarrow \ R,R',R^{2}-C-SO_{2}-OH}

## Mécanisme
Le mécanisme de la réaction est de type radicalaire et est composé de 2 parties: la formation d'hydroperoxydes et le réarrangement en acide sulfonique.
La réaction est initiée par des radicaux initiateurs (peroxyde ou irradation UV), puis est capable de se propager par elle-même. Pour l'irradiation par UV, le mécanisme n'est pas clairement identifié, mais l'hypothèse la plus plausible est l'activation du dioxyde de soufre:

{\displaystyle R-H+SO_{2}*\ \rightarrow \ R^{.}+HSO_{2}^{.}}
{\displaystyle R^{.}+SO_{2}\ \rightarrow \ R-SO_{2}^{.}}
{\displaystyle RSO_{2}^{.}+O_{2}\ \rightarrow \ R-SO_{2}O_{2}^{.}}
{\displaystyle R-SO_{2}O_{2}^{.}+R-H\ \rightarrow \ R-SO_{2}O_{2}H+R^{.}}

Toutefois les hydroperoxydes ne sont pas stables dans les conditions opératoires et un réarrangement suit la formation de ces composés:

{\displaystyle R-SO_{2}O_{2}H\ \rightarrow \ R-SO_{3}^{.}+OH^{.}}
{\displaystyle R-SO_{3}^{.}+R-H\ \rightarrow \ R-SO_{3}H+R^{.}}
{\displaystyle OH^{.}+R-H\ \rightarrow \ H_{2}O+R^{.}}